# Landelijk Overleg Infectieziektebestrijding
Het Landelijk Overleg Infectieziektebestrijding (LOI) is een Nederlands bestuurlijk overlegorgaan in 1995 opgezet door de minister van Volksgezondheid, Welzijn en Sport. Het overlegorgaan heeft als doel een uniforme centrale coördinatie te voeren bij de bestrijding van infectieziekten. Het Centrum Infectieziektebestrijding van het Rijksinstituut voor Volksgezondheid en Milieu verzorgt het secretariaat.

## Samenstelling
Aan het overleg nemen de volgende organisaties deel:
- artsen infectieziektebestrijding van de GGD-en
- vertegenwoordigers van de vier grote steden
- adviseurs van het Centrum Infectieziektebestrijding
- GGD GHOR Nederland
- Inspectie Gezondheidszorg en Jeugd
- Landelijk Coördinatiecentrum Reizigersadvisering
- Landelijk Centrum Hygiëne en Veiligheid (LCHV)
- Landelijk Overleg Verpleegkundigen Infectieziekten (LOVI)
- Regionaal Arts Consulenten (RAC)
- Dienst Vaccinvoorziening en Preventieprogramma’s (DVP)
- Nederlands Centrum voor Beroepsziekten
- Nederlandse Vereniging voor Medische Microbiologie
- Vlaams Agentschap Zorg en Gezondheid